# Дом гостиницы (Батурин)
Дом гостиницы — памятник архитектуры местного значения в Батурине. 

## История
Приказом Министерства культуры и туризма от 21.10.2011 № 912/0/16-11 присвоен статус памятник архитектуры местного значения с охранным № 5538-Чр под названием Гостиница. Установлена информационная доска.
Один из 35 объектов комплекса Национального историко-культурного заповедника «Гетманская столица».

## Описание
На протяжении длительного периода времени дом гостиницы Стокоза является доминантой исторического центра Батурина и его неотъемлемой составляющей. Каменный, двухэтажный на двух полуподвалах, прямоугольный в плане дом (23,5 м х 12,8 м х 7,5 м), с четырёхскатной крышей. Без лепного декора, фасад расчленяет межэтажный карниз (тяга) и завершает венчающий карниз, второй этаж акцентирован лопатками.
Нет единого мнения о дате строительства здания: одни исследователи считают, что гостиница была построена семьёй Стокозов в середине 19 века, другие — датируют сооружение более ранним периодом: вместе с торговыми рядами построены во времена К. Г. Разумовского. Стены первого и второго этажа имеют разную ширину — стены второго этажа — предположительно второй этаж был надстроен позже. Своды двух полуподвалов, проёмы дверей и окон арочные. Высота полуподвального помещения 2,65 м, в его стенах есть ниши, где ранее были полки. Здание сохранилось в исконном виде, но с небольшими изменениями, например, ранее над входом по центру фасада был балкон с дверью на втором этаже (теперь окно). Также ранее был вход с улицы в левый полуподвал и предположительное помещение использовалось как корчма.
После октября 1917 года в помещении размещались райисполком и райком партии, государственный банк, районное управление сельского хозяйства (Батуринского района). После ликвидации Батуринского района в 1960 году (вошёл в состав Бахмачского) дом перешёл на баланс школы-интерната — тут размелось общежитие.